# تشاي وون بين
تشاي وون بين (بالكورية: 채원빈)‏ هي ممثلة كورية جنوبية، ولدت يوم 5 أبريل 2001 في سول في كوريا الجنوبية.

## روابط خارجية
- تشاي وون-بين على موقع IMDb (الإنجليزية)
- تشاي وون-بين على موقع ألو سيني (الفرنسية)
- تشاي وون-بين على موقع قاعدة بيانات الفيلم (الإنجليزية)
- تشاي وون-بين على موقع كينوبويسك (الروسية)